# Saulgé
 Saulgé  es una población y comuna francesa, situada en la región de Nueva Aquitania, departamento de Vienne, en el distrito de Montmorillon y cantón de Montmorillon.

## Demografía
| 1012 | 870 | 953 | 1034 | 1050 | 1126 | 1105 | 1113 | 1257 | 1275 | 1264 | 1350 | 1367 | 1364 | 1463 | 1586 | 1552 | 1472 | 1430 | 1386 | 1388 | 1245 | 1236 | 1201 | 1191 | 1065 | 995 | 948 | 868 | 904 | 950 | 1020 | 980 | 967 | 965 | 963 | 968 | 965 | 978 | 991 | 1004 | 1012 |
| Para los censos de 1962 a 1999 la población legal corresponde a la población sin duplicidades (Fuente: INSEE [Consultar]) |     |     |      |      |      |      |      |      |      |      |      |      |      |      |      |      |      |      |      |      |      |      |      |      |      |     |     |     |     |     |      |     |     |     |     |     |     |     |     |      |      |